# 羽倉鋼三郎
羽倉 鋼三郎（はぐら こうさぶろう、生年不詳 - 慶応4年8月19日（1868年10月4日））は、江戸時代末期（幕末）の武士。

## 経歴
林靏梁（幕臣・儒学者・新徴組頭）の次男。羽倉簡堂の養子となる。慶応2年（1866年）6月、京都見廻組与力となる。その他、巡邏局隊長などを務める。幕府陸軍創設にも関わった。
戊辰戦争に際して彰義隊に加盟。渋沢成一郎と天野八郎の路線対立には双方から距離をとり、渋沢が上野を出た際に彰義隊を離脱、会津藩に合流した。
桑折・塙などの陸奥国の幕領の代官事務を、輪王寺宮（後の北白川宮能久親王）の旨によって進めたが、官軍側についた前橋藩兵と沼田で遭遇し、戦死した。